# Пер Олав Вікен
Пер Олав Вікен (норв. Per Olav Wiken, 23 березня 1937 — 14 січня 2011) — норвезький яхтсмен.
Срібний призер Олімпійських Ігор 1968 року в класі Зоряний.